# Distrito Unificado Escolar de Victor Valley High
El Distrito Unificado Escolar de Victor Valley High (Victor Valley Union High School District, VVUHSD) es un distrito escolar del Condado de San Bernardino, California. Tiene su sede en Victorville. Gestiona ocho escuelas intermedias y preparatorias en Victorville y Adelanto. A partir de 2016 tiene más de 9.600 estudiantes y más de 900 profesores/maestros (empleados de facultad).

## Escuelas
Escuelas preparatorias comprehensivas (grados 9-12):
- Adelanto High School
- Silverado High School
- Victor Valley High School

Escuelas intermedias comprehensivas (grados 7-8):
- Imogene Garner Hook Junior High School
- Lakeview Leadership Academy

Escuelas magnet (grados 7-12):
- Cobalt Institute of Math & Science
- University Preparatory School

Continuation schools:
- Goodwill Education Center